# Castelló d'Empúries
Castelló d'Empúries és una vila i municipi de Catalunya situat a la comarca de l'Alt Empordà. Adquirí la condició de capital del Comtat d'Empúries després del trasllat des de la veïna Sant Martí d'Empúries, més exposada als atacs des del mar, esdevenint així l'autèntica capital medieval de l'Empordà durant els segles de més esplendor polític d'aquest comtat. Aquest, fou un dels més insurgents amb el poder reial i un dels darrers a unir-se a la Corona d'Aragó, fet que donà lloc a curiosos episodis, com foren la desviació del cabal del riu Ter per part dels comtes d'Empúries o la inacabada construcció del vistós castell del Montgrí per part dels reis catalans dalt del massís del mateix nom. Castelló fou una vila important. Deu ser per això que la gent dels altres pobles de la comarca deien: «Castelló vila major, tot són jutges i notaris». El seu ric passat medieval afavoreix que, cada any, a mitjans de setembre se celebri el Festival Terra de Trobadors, durant el qual hi ha actuacions de música trobadoresca, combats de cavallers, un popular mercat medieval, actuacions musicals i teatrals, conferències de temes medievals i exposicions.
El gentilici d'aquest municipi, en les seves diferents formes, és castelloní, castellonina, castellonins, castellonines, gentilici que comparteix amb Castelló de Farfanya, a la Noguera.

## Geografia
- Llista de topònims de Castelló d'Empúries (Orografia: muntanyes, serres, collades, indrets..; hidrografia: rius, fonts...; edificis: cases, masies, esglésies, etc).

Castelló és sobre un turó d'uns 17 metres d'alçada al bell mig de la plana al·luvial, a la riba esquerra del riu La Muga i a uns 4 km del mar.
El terme municipal està dividit en dues parts: la que originàriament era el nucli del municipi i, a uns 2 km en línia recta, un complex turístic arran de mar anomenat Empuriabrava. Empuriabrava disposa d'una llarga platja i és una de les marines residencials més grans del món, amb uns 24 km de canals navegables i amb 5.000 embarcadors privats. A l'estiu es multiplica la població a causa de la gran afluència de turistes, podent arribar a una població real d'uns 75.000 habitants.
En els últims anys han sorgit també altres urbanitzacions com ara Mas Nou, que és a l'altre costat de la carretera de Roses, i queda separada d'Empuriabrava, i Castelló Nou que també resta separada, en aquest cas del nucli antic, per la mateixa carretera.
La carretera de Roses (C-260) la comunica amb el cap de comarca, Figueres (a 10 km), per on passen la carretera N-II i l'autopista AP-7, i amb la vila de Roses (a 10 km). Una línia regular d'autobusos comunica la vila amb els municipis d'aquest important eix comarcal.

## Història
Es creu que en els turonets on es troba la vila de Castelló hi existí alguna «villa» o gran explotació agrària d'època romana. Jeroni Pujades, parla de l'existència de dues làpides romanes, ceràmica i monedes de la mateixa època. Aquestes restes avui es troben desaparegudes. En els darrers anys s'han trobat restes prehistòriques prop del nucli de la vila. Es tracta de destrals neolítiques de pedra polida. També es trobaren un grup de sitges, que podrien ser pre-romanes.

### Edat mitjana
El fet que no té directament contacte amb el mar, sinó més aviat amb els aiguamolls, propicià que vers els segle xi fos nova residència dels comtes d'Empúries, esdevenint la nova capital del Comtat d'Empúries, quan abandonaren Sant Martí d'Empúries donat que estava massa exposada als atacs dels pirates. D'aquesta manera va esdevenir l'autèntica capital medieval de l'Empordà durant els segles de més esplendor polític d'aquest comtat. Aquest, fou un dels més insurgents amb el poder reial i un dels darrers a unir-se a la Corona d'Aragó, fet que donà lloc a curiosos episodis, com foren la desviació del cabal del riu Ter per part dels comtes d'Empúries o la inacabada construcció del vistós castell del Montgrí per part dels reis catalans dalt del massís del mateix nom.
Durant l'alta edat mitjana el nucli urbà de Castelló ocupava el puig Salner, prop de l'església de Santa Maria. Durant la baixa edat mitjana, en créixer la població i l'activitat artesanal-comercial la vila s'eixampla i el centre passà a ser la «plaça dels Homes», on hi havia la casa de la vila i l'antiga llotja del Mar. Cal tenir en compte que tant el nucli alt-medieval com el baix-medieval foren circuïts per la muralla. Aquest recinte murat resta limitat a llevant pel rec del Molí, que segueix els antics valls i a ponent pel «carrer de la Muralla».
A partir del segle xiv comencen a aparèixer alguns barris situats a extramurs. La vila posseïa dos hospitals, l'Hospital Major o de Santa Llúcia, prop de l'església, i un hospital de mesells al barri de Sant Llàtzer, extramurs. De l'època medieval han quedat pocs edificis (de l'Hospital Major no en queda cap resta). Alguns foren reconstruïts durant els segles xviii i xix, com la casa de la Canònica, la casa del monestir de Sant Pere de Rodes i alguns convents.
El primer document conegut que parla del lloc de Castelló és de l'any 879. Es tracta de l'acta d'un judici celebrat «in villa castilione in territorio Petralatense» en presència de Delà, comte d'Empúries, i de Teotari, bisbe de Girona. S'havia de dirimir la possessió de quatre cel·les monàstiques, situades al comtat de Peralada, que es disputaven els monestirs de Banyoles i Sant Policarp de Rasès. Una d'aquestes esglésies era Sant Joan Sescloses emplaçada a la riba occidental de l'estany de Castelló. Aquesta església és avui una simple ermita que pertany a la parròquia de Castelló però es troba dins el terme de Vilanova de la Muga. Aquest document mostra que ja en el segle ix Castelló devia ser un lloc força important pel fet de celebrar-s'hi un judici d'aquestes característiques.

### Edat Moderna i Contemporània

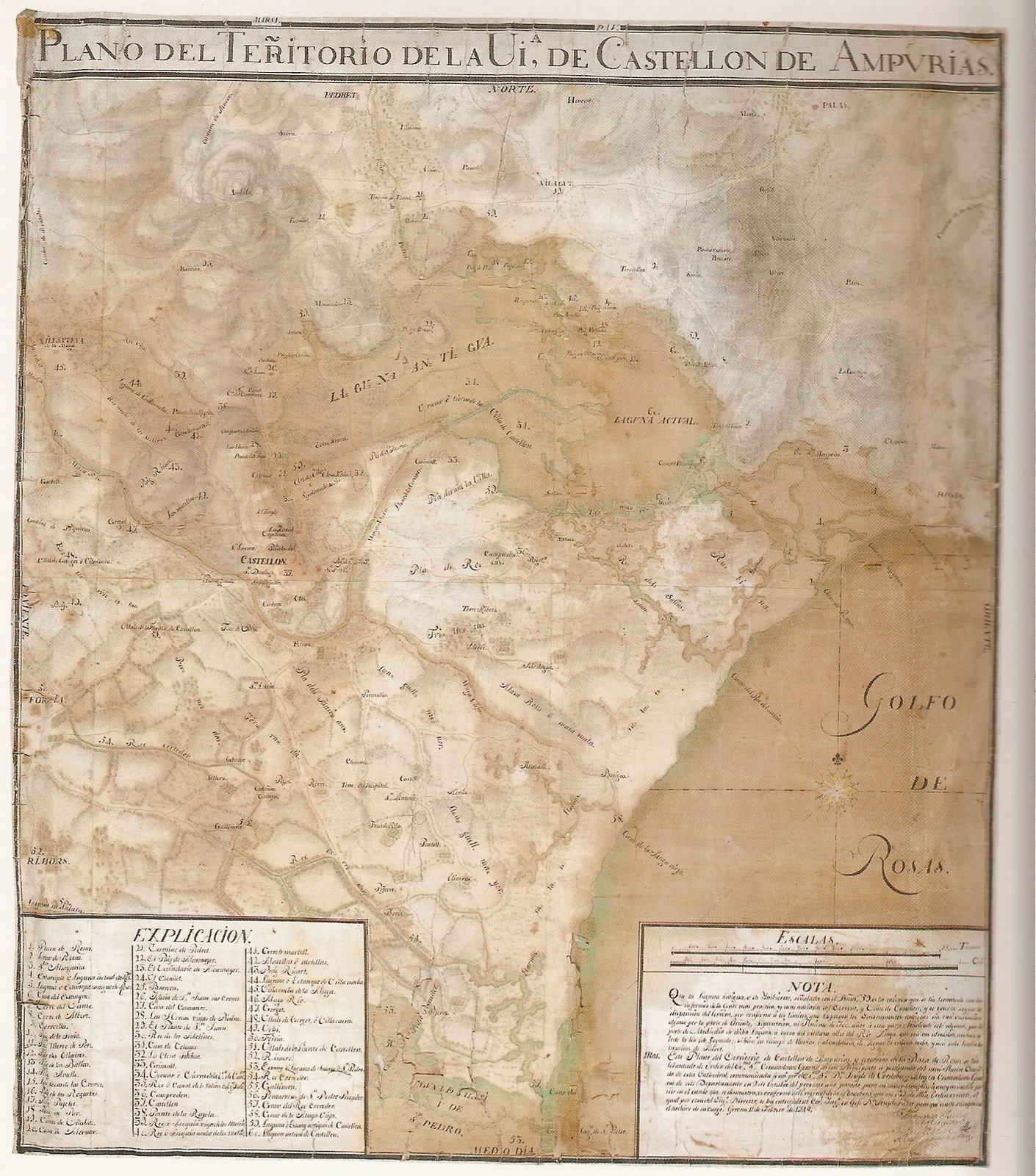
El terme de Castelló d'Empúries al 1748.

Durant l'edat mitjana Castelló vivia principalment del comerç, l'artesania i l'administració derivada dels comtes. L'agricultura estava poc desenvolupada. Durant els segles xviii, xix i part del xx l'agricultura i la ramaderia varen ser les activitats econòmiques més importants.
Des de l'edat mitjana havia comptat amb una important activitat musical, que es va mantenir durant l'edat moderna, amb una capella musical pròpia, gràcies a la col·laboració entre la parròquia i l'ajuntament. Així, va disposar d'un mestre de capella, tres beneficiats músics i la col·laboració esporàdica d'una cobla de quatre ministrers. Dels músics que van ser-ne mestres, destaca Pau Rosés, a inicis del selgle XVIII. L'important orgue neoclàssic de la catedral és testimoni d'aquella rica vida musical de la capella.
Durant la segona meitat del segle xx es va viure la transformació derivada del turisme, principalment amb la construcció de la marina residencial Empuriabrava i totes les activitats econòmiques que ha generat, com ara construcció, hostaleria, comerç, immobiliària, nàutica, esports, gestió administrativa...

### Capital del Comtat d'Empúries

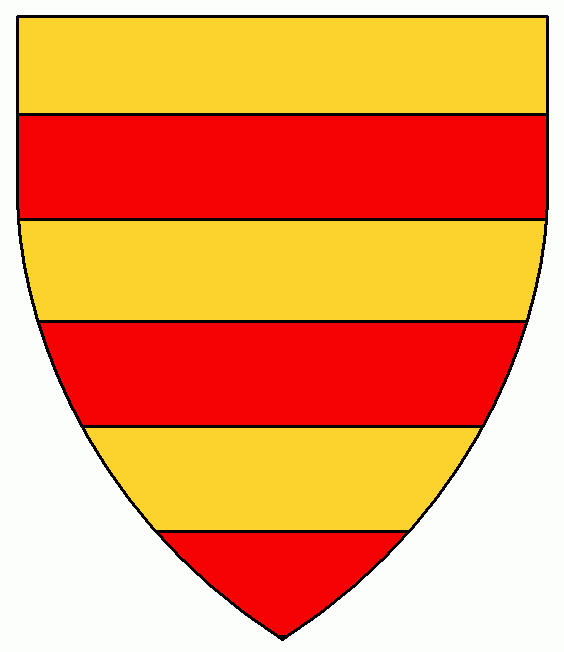
Escut d'armes dels comtes d'Empúries: faixat de sis peces, or i gules.

L'any 945 el comte Gausfred I d'Empúries feia donació al monestir de Sant Pere de Rodes de tot l'estany de Castelló amb els seus drets de pesca. De l'any 1007 és la primera notícia documentada sobre l'existència de l'església de Santa Maria de Castelló. Es tracta d'una compra feta pel bisbe de Girona Odó als esposos Tedmar i Truitel la d'un alou del terme de Castelló que comprenia diversos monticles, dues llacunes i dos estanys anomenats «Ded» i «Bona conca». La propietat limitava, en diferents punts, amb terres de Sancta Maria de Castilione. Es creu que el trasllat de la capital del comtat de Sant Martí a Castelló fou degut als saquejos dels normands i de pirates que feren a Sant Martí pels volts de l'any 860. Alguns autors consideren que fou el comte Sunyer II qui traslladà la seva residència a Castelló; mentre d'altres suposen que aquest fet es produí en temps del comte Gausfred I. Tot i això l'establiment definitiu de la capital a Castelló no es produí fins a l'any 1078, a la mort del comte Ponç I. En els documents anteriors a aquesta data Castelló s'esmenta com un territori del comtat de Peralada (que depenia del d'Empúries). Ponç I deixà com a comte d'Empúries al seu fill Hug II, mentre l'altre fill, Berenguer, era nomenat senyor de Peralada, però depenent del seu germà. A partir d'aquest moment Peralada deixa de sortir en els documents com un comtat i aquest fet propicià la naixença de Castelló com a capital.

#### Primera nissaga comtal

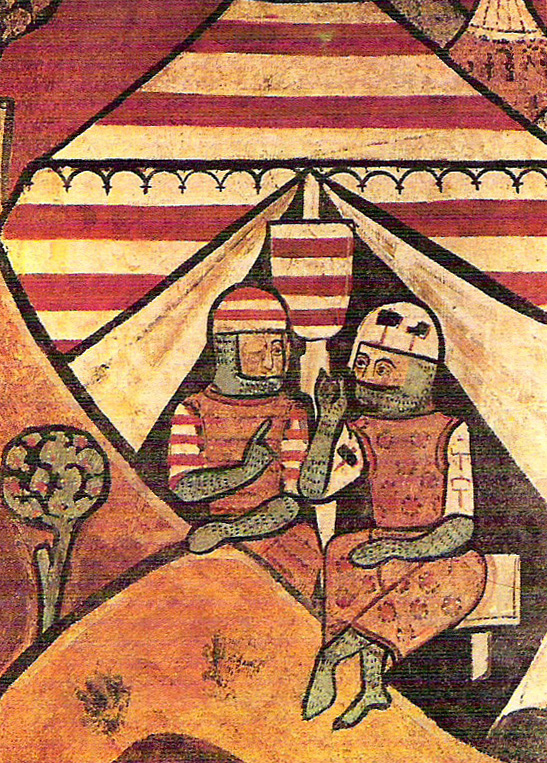
Hug IV d'Empúries i Pero Maça durant la Croada contra Al-Mayûrqa.

El comte Gausfred I fou qui separà els comtats d'Empúries i del Rosselló. Hug I heretà Empúries. El seu fill Ponç I i el seu net Hug II propiciaren una etapa de tranquil·litat i prosperitat pel -comtat. L'any 1035 el comte Hug I va vendre a la seva esposa, la comtessa Guillema, dos importants alous dels termes de Castelló i de Roses. Més tard, la comtessa cedia aquests dos alous i altres possessions al bisbe de Girona. D'aquesta forma anava creixent la importància del bisbe dins el comtat d'Empúries fet que, amb el temps, havia de ser fatal per a la primera dinastia comtal emporitana.
El comte Hug II fortificà la vila de Castelló amb un recinte murat. El govern de Ponç Hug I fou poc favorable pel comtat degut als enfrontaments amb Ramon Berenguer III de Barcelona, els veïns senyors de Peralada i la Seu de Girona. Ponç Hug s'hagué d'humiliar davant els comtes de Barcelona, que s'erigiren en protectors dels feudals menys forts. Durant el govern d'Hug IV el comtat participà en la tercera Croada, a la batalla de les Navas de Tolosa i, potser, a la de Muret. També participà en la conquesta de Mallorca. El comte hi anà al front d'un gran nombre d'empordanesos i hi morí. Molts dels seus súbdits es quedaren a l'illa per a repoblar-la.
Hug V s'enemistà molt amb Jaume el Conqueridor doncs fou un dels principals elements de la lliga de barons agreujats amb el rei. El comte arribà a assetjar Figueres amb el seu exèrcit i s'endugué les portes d'aquella vila reial a Castelló. Després d'una forta lluita armada Hug V fou vençut al Voló, junt a Dalmau de Rocabertí, i s'hagué de sotmetre.
Durant la invasió francesa del 1285 el comte s'identificà plenament amb la causa de Pere el Gran i lluitaren plegats. Ponç Hug IV també lluità amb Jaume el Just en la guerra de Sicília, però s'enemistà amb els bisbes de Girona que l'acusaven d'haver intentat enderrocar el seu castell de la Bisbal. També empitjoraren les relacions amb el comte de Barcelona quan apujà el preu de la sal de Castelló que es venia als súbdits del rei o de l'església i impedí l'exportació de viandes a terra reial. Tot plegat donà lloc a llargs processos davant la justícia reial. L'any 1305 una galera d'Empúries apressà, en la costa d'Andalusia, 65 súbdits del soldà de Granada, aliat de Jaume el Just en aquells moments. Aquest fet ho empitjorà tot. El rei preparà un exèrcit contra Empúries i el comte no tingué més remei que sotmetre's, a causa del fet que les seves rendes estaven totalment embargades pels jueus.

#### Segona nissaga comtal
El comte Ponç Hug V va morir sense fills i segons el seu testament heretà el comtat Hug de Cardona. Hug de Cardona (Hug VI d'Empúries) tingué el comtat dos anys. El 1325 el va permutar amb l'Infant Pere, quart fill de Jaume II, per la baronia de Pego i les viles de Xaló i la Vall de Laguar al Regne de València. D'aquesta manera el comtat d'Empúries quedà vinculat a la família reial. Jaume II havia aconseguit acabar amb l'autonomia del comtat d'Empúries. Amb Pere I d'Empúries s'inicia la segona dinastia comtal emporitana, vinculada a la família reial barcelonina. Aquest comte va impulsar les obres de l'església, embellí el palau comtal i feu construir un pont sobre La Muga (l'actual Pont Vell). L'any 1341 Pere va permutar, per raons no esclarides, el comtat d'Empúries pel de Prades amb el seu germà Ramon Berenguer. Ramon Berenguer tingué incidents amb Pere III el Cerimoniós, amb els bisbes de Girona, amb el monestir de Sant Quirze de Colera i amb els Rocabertí. El seu fill Joan I mantingué desavinences amb Pere III el Cerimoniós. Finalment els exèrcits de Pere III conqueriren Castelló i es declarà el comtat incorporat a la Corona. Tot i això l'any 1387, a precs del Sant Pare, el retornà a Joan I. Els dos comtes que succeïren Joan I, el seu fill Joan II i després el germà d'aquest Pere III no foren mai reconeguts pel rei, fins que l'any 1402 Martí l'Humà declarà el comtat d'Empúries integrat a la Corona. Aquest fet va ocasionar l'acabament de la vila de Castelló com a capital d'un estat, primer independent, després autònom. S'inicià la decadència, agreujada per guerres, epidèmies i altres circumstàncies com l'expulsió dels jueus o l'aiguat de l'any 1421.

#### Tercera nissaga comtal
Alfons el Magnànim, l'any 1445 fundà una nova dinastia amb el títol de comtes d'Empúries en la persona del seu nebot l'Infant Enric d'Aragó. Al segle xvi aquest títol comtal passà, per casament, a la casa ducal de Cardona i finalment, per diferents enllaços, anà a parar als ducs de Medinaceli. Els Medinaceli s'emportaren tot l'arxiu comtal a Sevilla i allí es guarda fins a l'actualitat; recentment, una còpia dels documents de l'arxiu comtal i referits al comtat d'Empúries s'ha dipositat a Castelló.

### Castelló arrasat per les guerres
Durant les Guerres dels Segadors, de Successió i del francès Castelló va fer front a les tropes franceses que arrasaren les muralles, barris i convents d'extramurs.
Durant la tercera Guerra Carlina, l'any 1874 les forces carlines de Francesc Savalls atacaren per sorpresa als liberals del brigadier Moya que defensaven Castelló. Savalls fingí una retirada i el seu oponent caigué en el parany; això va permetre la victòria dels carlins en el conegut com a Foc de Castelló.
La Guerra Civil (1936-1939) provocà diferents víctimes d'un i altre bàndol, ocasionant una davallada de la població.

### La desamortització
Al segle xix, amb la desamortització de molts béns de l'església va ocasionar que famílies benestants consolidessin la seva posició. Eren els grans propietaris de terres que en compraren més amb la desamortització (és el cas dels Climent, Nouvilas, Delhom, Negre, Oliveres, Pastell...).

### Castelló i els jueus
Al nucli medieval de Castelló hi havia diverses comunitats que van tenir un paper crucial en el procés de convertir la vila en la important capital que va arribar a ser. Entre aquestes hi havia l'Aljama hebrea (administració jueva), important comunitat jueva que s'estenia al districte de l'Empordà, el qual regia amb lleis i costums propis.
Els primers documents sobre la presència de la comunitat jueva al comtat d'Empúries coincideixen amb la cronologia de la ciutat de Girona, en tractar-se d'un intercanvi entre les dues ciutats (segle ix). Es tornen a tenir notícies l'any 1293, en ple desenvolupament de la comunitat jueva. Parlen de l'existència d'una sinagoga. L'any 1321 es donà permís als síndics jueus per eixamplar la sinagoga de Castelló. L'any 1386, quan el rei Pere III va adquirir el comtat d'Empúries, va incorporar la comunitat jueva al patrimoni reial, tot confirmant els privilegis concedits pels comtes. A partir de mitjan segle xiv es va produir una progressiva davallada de la comunitat, tot i els esforços de comtes i monarques per protegir-la i revitalitzar-la. En l'actualitat, Castelló és el tercer lloc de Catalunya on més esteles funeràries (Matsewots) s'han trobat. Encara avui es pot veure l'estructura de la Sinagoga Nova (Bet-Kenneshet).

## Llocs d'interès

### Nucli antic
El nucli antic de Castelló d'Empúries forma part de l'Inventari del Patrimoni Arquitectònic de Catalunya. El nucli històric de la vila de Castelló d'Empúries està situat al bell mig de l'actual nucli urbà de la població, delimitat pel traçat dels carrers del Portal de la Mercè, de la Muralla, del Mur, Cabra, Monturiol i el curs del rec del Molí. El nucli s'articulà al voltant de l'església de Santa Maria i, en origen, era emmurallat. Bona prova d'això, en són els vestigis de fortificació conservats a la banda de llevant del conjunt, seguint la llera del rec.
El centre històric de la vila presenta un entramat de carrers estrets, de recorregut irregular i disposats seguint el pendent del terreny. Molts d'ells presenten paviments de llambordes refets i d'altres completament restituïts, bastits amb còdols. Els noms dels carrers i les places i la seva distribució dins del nucli ens deixa veure l'agrupament gremial dels inicis de la vila. Alguns exemples d'això són la plaça de la Llana, de les Cols, del Vi o els carrers de les Peixateries Velles, de les Gallines o dels Jueus. Dues de les places més destacades, la de Joan Alsina i la dels Homes, conserven restes dels antics porxos que les bastien, els quals es localitzaven també en diversos carrers del nucli.
Al marge dels edificis destacats, molts d'origen medieval, les cases que conformen l'entramat corresponen a construccions dels segles XVI-XVII, amb diverses reformes efectuades entre els segles XVIII-XIX. Són grans casals de planta rectangular amb les cobertes de diverses vessants, distribuïts en planta baixa i dos pisos. Majoritàriament, les finestres són rectangulars i estan emmarcades amb carreus de pedra. Hi ha portals de les mateixes característiques i d'altres de mig punt adovellats. A l'interior, les cases tenen sostres coberts amb volta catalana i grans sales centrals a la planta noble. Aquests edificis estan bastits amb pedra, tot i que actualment molts presenten els paraments arrebossats i pintats, alguns d'ells fruit de reformes d'època moderna.

### Alguns monuments
Antiga capital del comtat d'Empúries que encara conserva avui en dia importants elements medievals. Entre els edificis d'interès històric cal destacar: la basílica de Santa Maria, el palau dels comtes o convent de Sant Domènec, la Llotja o casa comunal, la presó medieval i els carrers i cases medievals.

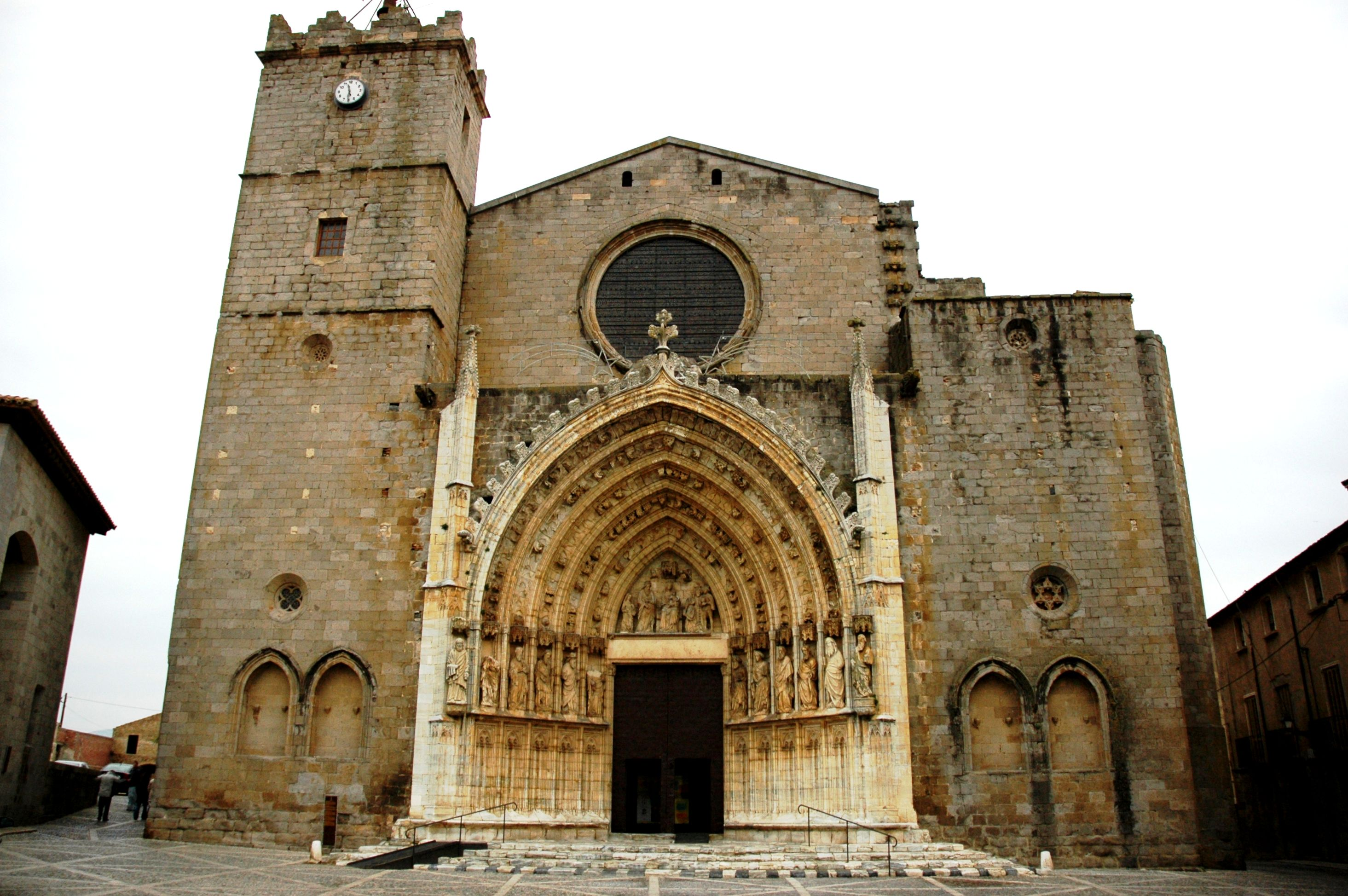
Façana de la Basílica de Castelló d'Empúries.

La basílica de Santa Maria, també coneguda com la catedral de l'Empordà o catedral de Castelló d'Empúries, és una gran edifici gòtic que va ser construït entre els segles xiii i xv. Tot i que parts del temple estan basades en un edifici romànic previ, com per exemple la torre del campanar. De la basílica cal destacar el pòrtic gòtic, decorat amb escultures dels apòstols i la Mare de Déu amb el Nen i els tres Reis Mags en el timpà. El retaule d'alabastre, d'estil flamíger renaixentista, es considera una obra única a Catalunya. Vicenç Borràs va començar la construcció del retaule el 1485, i hi ha esculpides escenes de la vida de Jesús.

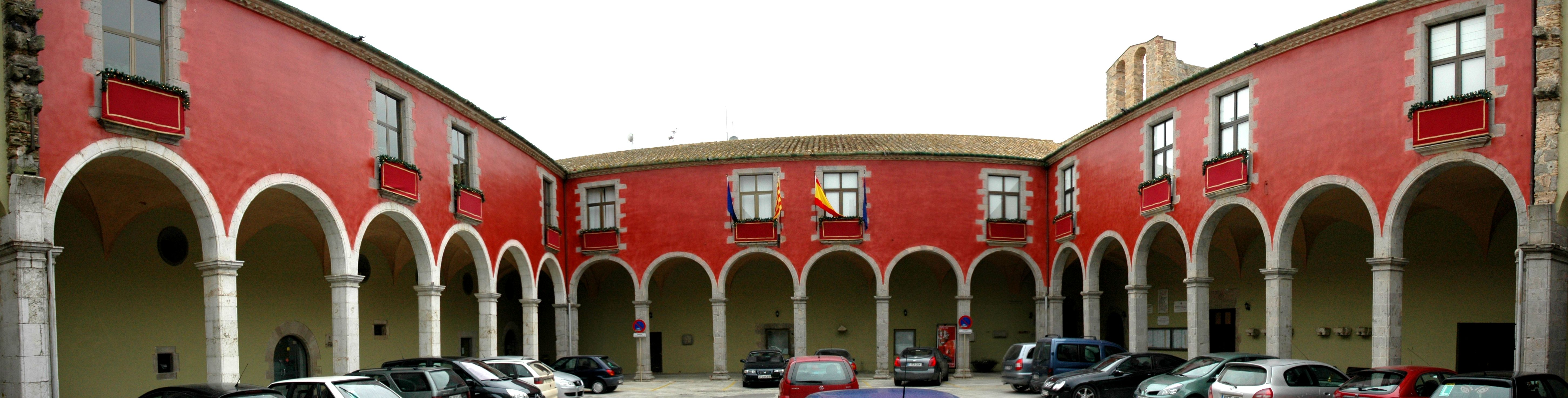
Palau dels comtes. Actualment és la seu de l'Ajuntament.

El palau dels comtes, fundat l'any 1317, es va situar extramurs, de manera similar als altres que hi havia llavors a Castelló. Quan va morir, el comte Pere II va llegar el palau als frares dominics (1402), però fins a finals del segle xvii no es va fer el trasllat al palau ni es va començar a edificar la nova casa. Aquestes obres es van iniciar l'any 1698, però es van suspendre per la Guerra de Successió. No es van reprendre fins al segle xviii.

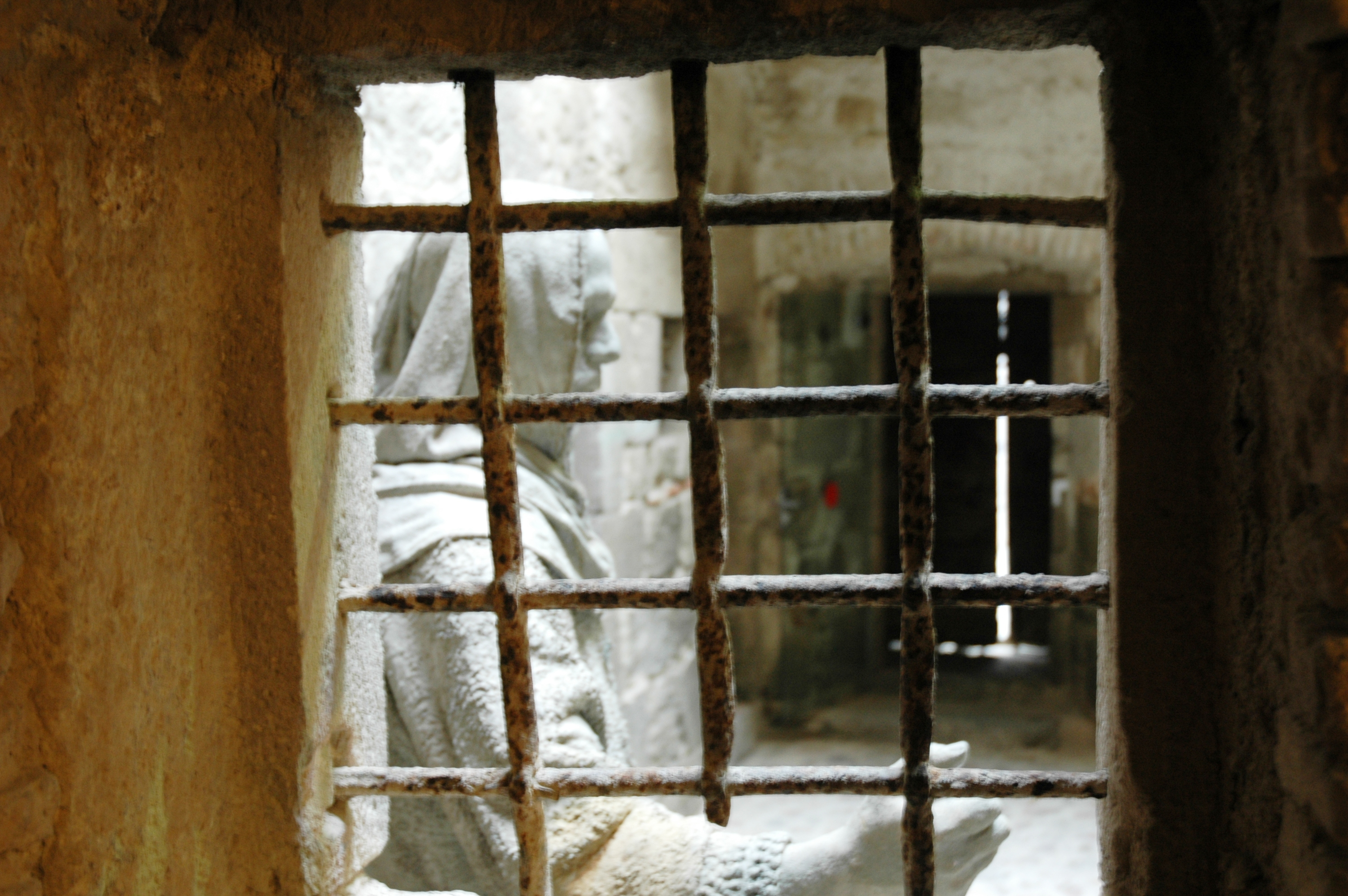
Presó medieval

També destaca la presó medieval (segle xiv), un dels pocs edificis penitenciaris de l'antic règim que han sobreviscut fins als nostres dies. Al nord, té el portal adovellat i dues finestres reixades a la façana. A l'interior, les petites cel·les es distribueixen a l'entorn d'un pati central. Dins les cel·les s'han conservat uns quants grafits fets pels presoners en diferents èpoques.
A la cúria, a migdia, hi destaca la façana que dona a la plaça de Jaume I (antiga plaça del Gra), amb finestrals gòtics que han estat restaurats; a l'interior notables mènsules de talla.

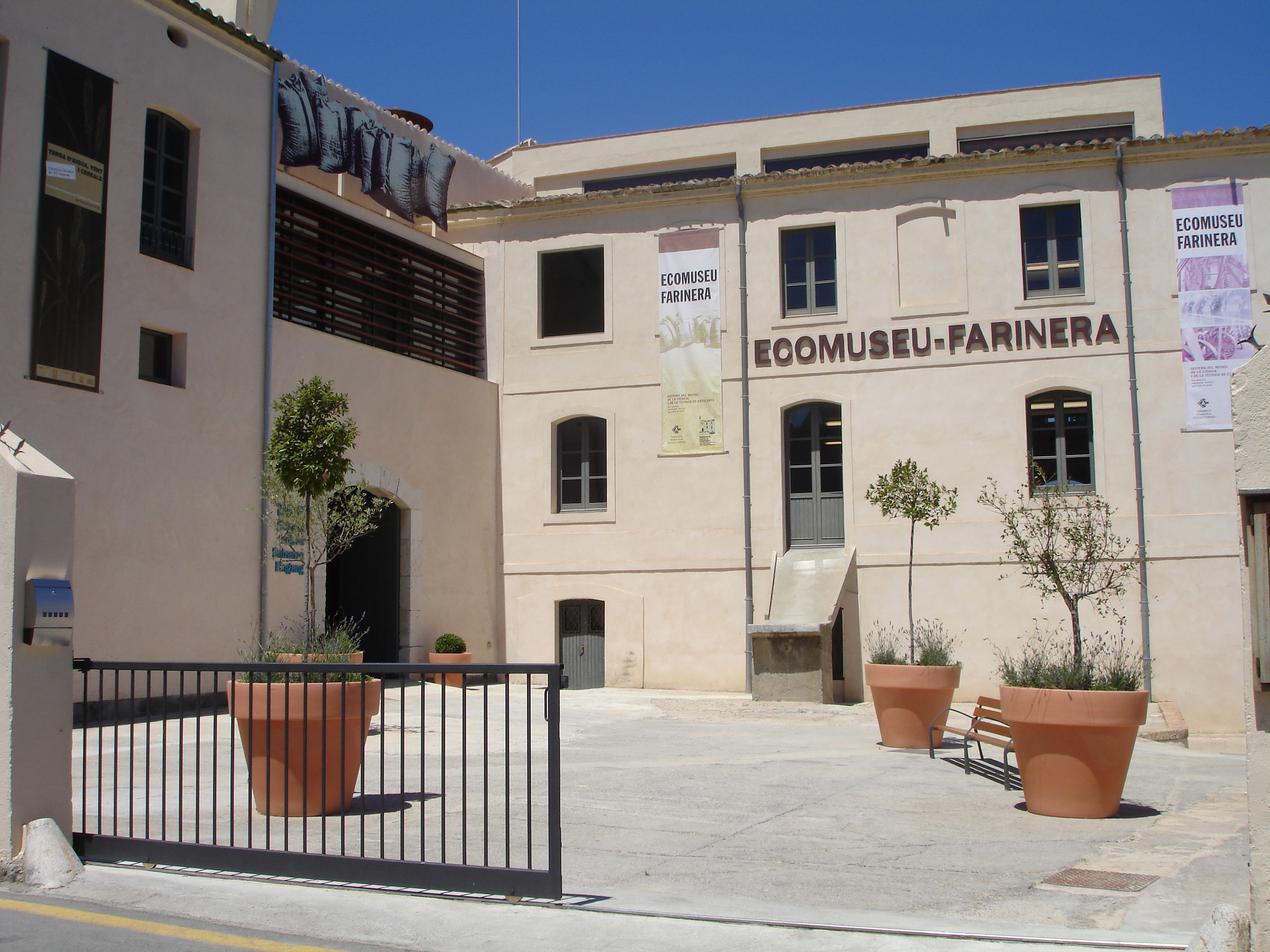
Ecomuseu-Farinera

A l'Ecomuseu-Farinera es revelen els secrets de fer farina. Al llarg dels tres pisos de la fàbrica s'hi van trobant diferents màquines, de gran bellesa, del complicat procés productiu. Datades de finals del segle xix i de la primera meitat del xx, demostren un gran giny en el procés. Juntament amb la calidesa de les estructures de fusta de melis, flandes i pi gallec, l'impacte visual i estètic del conjunt, la netedat de la fàbrica i l'autenticitat d'allò que es veu fan que la Farinera no deixi indiferent ningú. És un museu integrat a la Sistema Territorial del Museu Nacional de la Ciència i de la Tècnica de Catalunya. El panorama museístic local es completa amb el Museu Parroquial i el Museu d'Història medieval. Pel que fa a centres de conservació i difusió del patrimoni documental i bibliogràfic, hi trobem la Biblioteca Ramon Bordas i Estragués i l'Arxiu municipal de Castelló d'Empúries, aquest últim ubicat a l'antic convent de Sant Domènec, actual seu de l'ajuntament.
Les closes o camps tancats, uns prats naturals limitats per canals de drenatge i tancats amb barreres de vegetació formen un paisatge molt característic a l'antic estany de Castelló d'Empúries drenat pel rec Madral.
Al cementiri hi ha la tomba de l'escriptor figuerenc Carles Fages de Climent (1902-1968), al panteó familiar.

## Fills il·lustres
- Amat Blanch i Reynalt (1904-1938), músic (trombonista).
- Àngel Blanch i Reynalt (1907-1966), músic i compositor.
- Josep Blanch i Reynalt (1888-1954), músic i compositor.

## La sardana a Castelló
En la vida musical, i especialment sardanística, Castelló va tenir un moment brillant a partir del segle xix i que malauradament es va estroncar a la postguerra. Emperò, s'ha tornat a recuperar: Jaume Joan Lleys i Agramont (1803-1853), mestre de capella i compositor, va crear una escola musical que va continuar la família Frigola. Càndid Candi i Casanovas (1844-1911), compositor de música sacra i organista. El fiscornaire Antoni Agramont i Quintana (1858-1905), compositor i fundador de la Cobla Empordanesa, més coneguda com Els Agramonts, conegut per la seva sardana més popular, El foc de Castelló. Se'n va escindir el 1889 la Cobla dels Rossinyols, per iniciativa de Pau Guanter i Casadevall (1871-1944), també fiscornaire, conegut com el Rossinyol. D'aquesta en sortiren Josep Blanch i Reynalt (1888-1954), compositor i director de la Cobla La Principal de Peralada, i el seu germà Àngel Blanch i Reynalt (1907-1965), compositor, instrumentista de la cobla La Principal de la Bisbal i director de la Cobla Barcelona. Baldomer Pastells, el popular Avi Rau, mític flabiolaire, que va fundar i dirigir la cobla infantil Els Rossinyolets (1925). Els germans Josep Riera i Bolasell (1877-1962) i Enric Riera i Bolasell (1879-1962), intèrprets famosos de tenora i autors de sardanes populars, i la nissaga de músics de cobla dels Cervera, descendents de la Selva de Mar i Roses.Bartomeu Callís Juñer/Junyer (1842-1907) músic i luthier.Salvi Callís Riera (1865-1928) músic i luthier.

## Demografia
| Entitat de població | Habitants (2024) |
| Empuriabrava        | 7.766            |
| Castelló d'Empúries | 4.366            |
| Font: Idescat       |                  |

| 1497 f | 1515 f | 1553 f | 1717  | 1787  | 1857  | 1877  | 1887  | 1900  | 1910  |
| ------ | ------ | ------ | ----- | ----- | ----- | ----- | ----- | ----- | ----- |
| 391    | -      | 399    | 1.261 | 2.911 | 3.260 | 2.856 | 2.781 | 2.591 | 2.820 |

| 1920  | 1930  | 1940  | 1950  | 1960  | 1970  | 1981  | 1990  | 1992  | 1994  |
| ----- | ----- | ----- | ----- | ----- | ----- | ----- | ----- | ----- | ----- |
| 2.506 | 2.432 | 2.119 | 2.056 | 2.009 | 2.110 | 2.653 | 4.098 | 3.712 | 3.712 |

| 1996  | 1998  | 2000  | 2002  | 2004  | 2006   | 2008   | 2010   | 2012   | 2014   |
| ----- | ----- | ----- | ----- | ----- | ------ | ------ | ------ | ------ | ------ |
| 4.830 | 5.283 | 6.266 | 7.530 | 7.777 | 10.021 | 11.653 | 12.220 | 11.794 | 11.473 |

| 2016   | 2018   | 2020   | 2022   | 2024   | 2026 | 2028 | 2030 | 2032 | 2034 |
| ------ | ------ | ------ | ------ | ------ | ---- | ---- | ---- | ---- | ---- |
| 10.784 | 10.820 | 11.100 | 11.611 | 12.163 | -    | -    | -    | -    | -    |

| Evolució demogràfica dels nuclis de Castelló d'Empúries (C) i Empuriabrava (E) |
| ------------------------------------------------------------------------------ |
|                                                                                |
| Font: Institut Nacional d'Estadística                                          |

## Política
| Període      | Nom de l'alcalde/-essa                                                      | Partit polític | Data de possessió |
| ------------ | --------------------------------------------------------------------------- | -------------- | ----------------- |
| 1979 - 1983  | Francesc Brossa i Anglada                                                   | PSC            | 19/04/1979        |
| 1983 - 1987  | Francesc Brossa i Anglada (1983-1984) / Esteve Ripoll i Cornell (1984-1987) | PSC            | 28/05/1983        |
| 1987 - 1991  | Miquel Casellas i Ortensi                                                   | CiU            | 30/06/1987        |
| 1991 - 1995  | Miquel Casellas i Ortensi                                                   | CiU            | 15/06/1991        |
| 1995 - 1999  | Xavier M. Sanllehí i Brunet                                                 | ERC            | 17/06/1995        |
| 1999 - 2003  | Xavier M. Sanllehí i Brunet                                                 | UPM            | 03/07/1999        |
| 2003 - 2007  | Xavier M. Sanllehí i Brunet                                                 | CiU            | 14/06/2003        |
| 2007 - 2011  | Salvi Güell i Bohigas                                                       | ERC            | 16/06/2007        |
| 2011 - 2015  | Xavier M. Sanllehí i Brunet                                                 | CiU            | 11/06/2011        |
| 2015 - 2019  | Assumpció Brossa (2015-2016) / Salvi Güell i Bohigas (2016-)                | CiU            | 13/06/2015        |
| 2019 - 2023  | Salvi Güell i Bohigas                                                       | ERC            | 15/06/2019        |
| Des del 2023 | Anna Massot i Font                                                          | ERC            | 17/06/2023        |